# Mój mały kucyk (film)
Mój mały kucyk (ang. My Little Pony: The Movie) – amerykańsko-japońsko-południowokoreański pełnometrażowy film animowany w reżyserii Michaela Joensa. Stanowi on początek fabuły serialu Mój mały kucyk.

## Opis fabuły
W krainie kucyków zima dobiega końca i zaczyna się wiosna. Wszystkie kucyki urządzają wielki leśny festyn wiosenny, podczas którego jeden z nich – Kropelka – niechcący psuje występ kolegom na scenie i ucieka daleko w świat. Tymczasem zła wiedźma Ohydia, która nie cierpi kucyków, wraz z Reeką i Drakcią tworzy Smrula – fioletową maź, która zalewa krainę kucyków. Na szczęście trójka dzieci – Megan, Molly i Danny – przybywają z pomocą, aby temu zapobiec.

## Produkcja
Scenariusz do filmu napisał George Arthur Bloom, a wyreżyserował go Michael Joens. Muzykę do pełnometrażowej animacji skomponował Robert J. Walsh, piosenki zaś napisali Tommy Goodman i Barry Herman. Film wyprodukowały firma Hasbro oraz studia Sumbow Productions i Marvel Productions. Za produkcję animacji odpowiedziały koreańskie AKOM Productions oraz japońskie TOEI Animation. Budżet filmu wyniósł 6 mln dolarów amerykańskich.

## Odbiór

### Box Office
Według danych z 6 czerwca 1986 roku film Mój mały kucyk zarobił około 6 milionów dolarów.

### Krytyka w mediach
Film Mój mały kucyk został negatywnie skrytykowany przez krytyków, ale dobrze przyjęty przez widzów. W serwisie Rotten Tomatoes średnia ocen od krytyków wyniosła 1.5/5, średnia ocen od widzów natomiast wyniosła 4/5. Charles Solomon z Los Angeles Times powiedział, że słodkość do małych kucyków kryje chciwością. Nina Damtom z New York Times dodała, że kucyki są słodkie jak pastelowe cukierki w kształcie serc.